# Blendtec
Blendtec är en amerikansk tillverkare av köksmixrar. Företaget utmärker sig med att ha genomfört en enormt framgångsrik marknadsföringskampanj som utnyttjar möjligheterna med spridandet av viral marknadskommunikation, dels med hjälp av sociala nätverk. På webbsidan presenteras en rad korta filmer som kan kategorisers som infotainment. Dessa filmer finns förutom på företagets egna webbplats även hos en webbaserad reklamfinansierad videotjänst kallad Revver, hälften av förtjänsten går till upphovsmakarna vilket har lett till att den största utbetalningen någonsin från Revver gick till Blendtec i september år 2007.